# Cataract Machine and Automobile Company
Cataract Machine and Automobile Company war ein US-amerikanischer Hersteller von Automobilen. Eine andere Quelle verwendet die Schreibweise Cataract Machine & Automobile Co.

## Unternehmensgeschichte
Das Unternehmen wurde im Frühherbst 1904 in Niagara Falls im US-Bundesstaat New York gegründet. S. P. Franchot war Präsident, Fred V. Simpson Vizepräsident, H. W. Kellogg Sekretär und Max Amberg Schatzmeister. Ziel war die Produktion von Automobilen und anderen Maschinen. Der Markenname lautete Cataract. Am 23. März 1910 berichtete die Abendzeitung The Evening News über ein Gerichtsverfahren. Danach verliert sich die Spur des Unternehmens.

## Fahrzeuge
Soweit bekannt, entstand nur ein einziges Kraftfahrzeug. Käufer war Otis A. Wyman aus New Salem.